# Rajd Wysp Kanaryjskich 1998
Rajd Wysp Kanaryjskich 1998 (22. Rallye El Corte Inglés) – 22 edycja rajdu samochodowego Rajd Wysp Kanaryjskich rozgrywanego na Wyspach Kanaryjskich. Rozgrywany był w dniach 13-14 marca 1998 roku. Była to piąta runda Rajdowych Mistrzostw Europy w roku 1998 (rajd miał najwyższy współczynnik – 20) oraz pierwsza runda Rajdowych Mistrzostw Hiszpanii.

## Klasyfikacja rajdu
| Miejsce                           | Kierowca                     | Pilot                        | Samochód                      | Czas                         | Strata                       |                              |
| Klasyfikacja generalna i ERC      | Klasyfikacja generalna i ERC | Klasyfikacja generalna i ERC | Klasyfikacja generalna i ERC  | Klasyfikacja generalna i ERC | Klasyfikacja generalna i ERC | Klasyfikacja generalna i ERC |
| --------------------------------- | ---------------------------- | ---------------------------- | ----------------------------- | ---------------------------- | ---------------------------- | ---------------------------- |
| 1.                                | Gilles Panizzi               | Hervé Panizzi                | Peugeot 306 Maxi              | 3:30:56.7                    | 0.0                          |                              |
| 2.                                | Jesús Puras                  | Carlos del Barrio            | Citroën Xsara Kit Car         | 3:33:21.3                    | +2:24.6                      |                              |
| 3.                                | Luis Climent Asensio         | José Antonio Muñoz           | Renault Mégane Maxi           | 3:34:14.5                    | +3:17.8                      |                              |
| 4.                                | José María Ponce             | Gaspar León                  | Toyota Celica GT-Four (ST205) | 3:34:54.1                    | +3:57.4                      |                              |
| 5.                                | Luis Monzón                  | José Carlos Déniz            | Renault Mégane Maxi           | 3:35:59.8                    | +5:03.1                      |                              |
| 6.                                | Manuel Muniente              | Joan Sotos Ibáñez            | Peugeot 306 Maxi              | 3:36:40.5                    | +5:43.8                      |                              |
| 7.                                | Armin Schwarz                | Manfred Hiemer               | Ford Escort RS Cosworth       | 3:39:13.7                    | +8:17.0                      |                              |
| 8.                                | Bert de Jong                 | Ton Hillen                   | Subaru Impreza S5 WRC '97     | 3:44:12.5                    | +13:15.8                     |                              |
| 9.                                | Toni Gardemeister            | Paavo Lukander               | Lancia Delta HF Integrale     | 3:44:57.6                    | +14:00.9                     |                              |
| 10.                               | Antonio Ponce                | Sebastián García Berriel     | Citroën ZX 16S                | 3:47:02.7                    | +16:06.0                     |                              |
| Klasyfikacja mistrzostw Hiszpanii |                              |                              |                               |                              |                              |                              |
| 1.                                | Gilles Panizzi               | Hervé Panizzi                | Peugeot 306 Maxi              | 3:30:56.7                    | 0.0                          |                              |
| 2.                                | Jesús Puras                  | Carlos del Barrio            | Citroën Xsara Kit Car         | 3:33:21.3                    | +2:24.6                      |                              |
| 3.                                | Luis Climent Asensio         | José Antonio Muñoz           | Renault Mégane Maxi           | 3:34:14.5                    | +3:17.8                      |                              |
| 4.                                | Luis Monzón                  | José Carlos Déniz            | Renault Mégane Maxi           | 3:35:59.8                    | +5:03.1                      |                              |
| 5.                                | Manuel Muniente              | Joan Sotos Ibáñez            | Peugeot 306 Maxi              | 3:36:40.5                    | +5:43.8                      |                              |
| 6.                                | Antonio Ponce                | Sebastián García Berriel     | Citroën ZX 16S                | 3:47:02.7                    | +16:06.0                     |                              |
| 7.                                | Javier Azcona                | Inma Vittorini               | Citroën Saxo Kit Car          | 3:48:01.8                    | +17:05.1                     |                              |
| 8.                                | Santiago Concepción          | Queralt Díaz                 | Ford Escort RS Cosworth       | 3:51:26.7                    | +20:30.0                     |                              |
| 9.                                | Flavio Alonso                | Pedro Benítez-Parodi         | Ford Escort RS Cosworth       | 3:57:37.9                    | +26:41.2                     |                              |
| 10.                               | Jordi Grinyó                 | Samira Lanaya                | Peugeot 106 Rallye            | 4:03:38.3                    | +32:41.6                     |                              |